# Luke Harangody
Lucas Cameron "Luke" Harangody (Decatur, Illinois; 2 de enero de 1988) es un exjugador de baloncesto estadounidense retirado en el año 2020. Con 2,03 metros de estatura, jugaba en la posición de ala-pívot.

## Trayectoria deportiva

### Universidad
Jugó durante cuatro temporadas con los Fighting Irish de la Universidad de Notre Dame, en las que promedió 19,2 puntos y 9,5 rebotes por partido. Teniendo en cuenta únicamente los 65 partidos disputados ante equipos de su misma conferencia, la Big East, es el único jugador de la historia de la misma en promediar más de 20 puntos y 10 rebotes por encuentro.
En su primera temporada tardó poco en destacar, consiguiendo su primer doble-doble ante Butler en su segundo partido oficial, logrando 17 puntos y 10 rebotes. Sería el primero de los 7 que consiguió a lo largo de la temporada, siendo titular en 16 de los 32 partidos, logrando su mejor actuación ante Marquette, consiguiendo 22 puntos y 13 rebotes.
En su temporada sophomore promedió 20,4 puntos y 10,6 rebotes por partido, lo que le colocó como el máximo anotador y el segundo mejor reboteador de la conferencia. Anotó 10 o más puntos en 32 de los 33 partidos disputados, logrando 29 doble-dobles. Su récord de anotación lo consiguió ante Louisville, con 40 puntos, a los que añadió 12 rebotes y 4 asistencias. Al término de la temporada fue elegido Jugador del Año de la Big East Conference, e incluido en el segundo equipo del All-American.
En su tercera temporada volvió a liderar su conferencia en anotación, con 23,2 puntos, y volvió a ser segundo en rebotes, con 12,0 por partido. Su mejor registro de la temporada lo consiguió nuevamente ante Louisville, con 32 puntos, junto con su mejor marca reboteadora, 17 capturas. Fue nuevamente elegido en el mejor quinteto de la conferencia y en el segundo quinteto del All-American.
Ya en su última temporada lideró a su equipo en anotación, con 21,8 puntos, y en rebotes, con 9,1. Consiguió 20 o más puntos en 18 partidos. Su actuación más destacada fue ante Cincinnati, logrando 37 puntos y 14 rebotes.

#### Estadísticas
| Temporada | Equipo                    | Partidos | Min. | %TC  | %TL  | Pts. | Reb. | Asts. | Rob. | Tap. | FP  |
| --------- | ------------------------- | -------- | ---- | ---- | ---- | ---- | ---- | ----- | ---- | ---- | --- |
| 2006–07   | Notre Dame Fighting Irish | 32       | 45,9 | 81,6 | 52,7 | 11,2 | 6,2  | 1,2   | 0,9  | 0,5  | 2,6 |
| 2007–08   | Notre Dame Fighting Irish | 33       | 50,0 | 76,3 | 63,0 | 20,4 | 10,6 | 1,7   | 0,8  | 0,9  | 2,6 |
| 2008–09   | Notre Dame Fighting Irish | 34       | 45,9 | 77,7 | 63,0 | 23,3 | 11,8 | 2,1   | 0,9  | 0,9  | 2,3 |
| 2009–10   | Notre Dame Fighting Irish | 30       | 48,1 | 78,7 | 67,2 | 21,8 | 9,1  | 1,6   | 0,5  | 0,7  | 2,3 |

### Profesional
Fue elegido en la quincuagésimo segunda posición del Draft de la NBA de 2010 por Boston Celtics, con quienes firmó en agosto un contrato por dos temporadas. En febrero de 2011 firmó por los Cleveland Cavaliers, junto al turco Semih Erden a cambio de una segunda elección en el draft.
En julio de 2014 fichó por le Valencia Basket de la liga ACB por dos temporadas.
En julio de 2015 fichó por el Darüşşafaka S.K. de la liga turca.
Después de dos años en Turquía, en el año 2017 ficha por el ratiopharm Ulm, donde jugaría una temporada
En el año 2020 se oficializa su regreso al baloncesto español, fichando por el Club Joventut Badalona, equipo en el que juega por dos temporadas (2018-2020)

## Estadísticas de su carrera en la NBA

### Temporada regular
| Año     | Equipo    | PJ | PT | MPP  | %TC  | %3P  | %TL  | RPP | APP | ROB | TPP | PPP |
| ------- | --------- | -- | -- | ---- | ---- | ---- | ---- | --- | --- | --- | --- | --- |
| 2010-11 | Boston    | 28 | 0  | 8.6  | .394 | .200 | .625 | 2.0 | .4  | .1  | .2  | 2.3 |
| 2010-11 | Cleveland | 21 | 0  | 19.0 | .378 | .250 | .778 | 4.2 | 1.0 | .5  | .5  | 6.2 |
| 2011-12 | Cleveland | 21 | 1  | 11.0 | .354 | .238 | .750 | 2.5 | .3  | .3  | .1  | 2.9 |
| Total   | Total     | 70 | 1  | 12.4 | .376 | .241 | .737 | 2.8 | .5  | .3  | .3  | 3.6 |